# James Henry Lane (General, 1833)

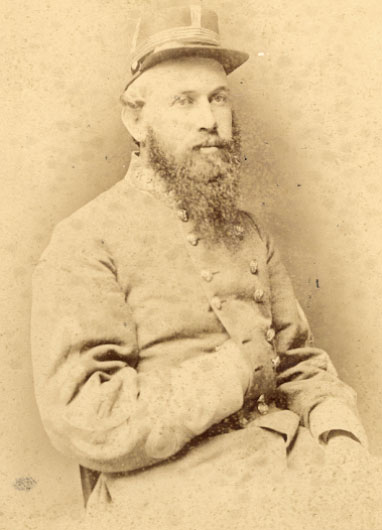
James Henry Lane

James Henry Lane (* 28. Juli 1833 in Matthews, Virginia; † 21. September 1907 in Auburn, Alabama) war ein Universitätsprofessor und General der Südstaaten im Sezessionskrieg. Er ist Gründer der Virginia Polytechnic Institute and State University.

## Leben

### Antebellum
Lane wurde in Mathews Court House, Virginia, Mathews County geboren und machte seinen Abschluss am Virginia Military Institute (VMI) im Jahre 1854. 1857 erhielt er einen Master der University of Virginia. Er war Mathematikprofessor am VMI und später Professor für Naturphilosophie North Carolina Military Institute bis zum Beginn des Bürgerkriegs.

### Bürgerkrieg
Lane trat als Major in das konföderierte Heer ein und diente im 1. North Carolina-Infanterie-Regiment ab dem 11. Mai 1861. Schnell folgten weitere Beförderungen. Er wurde Oberst und Kommandeur des 28. North Carolina-Infanterie-Regiment. In der Sieben-Tage-Schlacht 1862 wurde er zweimal verwundet. Er diente in Generalmajor A.P. Hills Division des zweiten Korps von Thomas J. „Stonewall“ Jackson während der Zweiten Schlacht am Bull Run und führte danach eine Brigade, nachdem Brigadegeneral Lawrence O’Bryan Branch bei der Schlacht am Antietam gefallen war. Am 1. November 1862 wurde Lane zum Brigadegeneral befördert. Er führte dann die zweite Brigade in William Dorsey Penders Division von Hills dritten Korps der Nord-Virginia-Armee während der Schlacht von Gettysburg.
Während dieser Schlacht übernahm er kurzzeitig die Division Penders nach dessen tödlicher Verwundung. Er wurde später durch Generalmajor Isaac R. Trimble abgelöst und führte seine Brigade wieder bei „Pickett's Charge“, dem erfolglosen Infanterieangriff der Konföderation. Bei diesem Gefecht wurde ein Pferd unter ihm weggeschossen. Er verlor fast 50 % seiner Soldaten während der dreitägigen Schlacht. 1864 führte er eine Brigade während des Überland-Feldzuges und der Belagerung von Petersburg. Am 2. April wurde er in der Schlacht von Cold Harbor verwundet. Im Februar und März 1865 kommandierte er Cadmus M. Wilcox’ Division. Er diente weiterhin während des Appomattox-Feldzugs, nach dem er nach Robert E. Lees Kapitulation am 9. April 1865 aus dem Heer entlassen wurde.

### Postbellum
Lane wurde Professor für Bauingenieurwesen und Wirtschaftswissenschaften am Virginia Agricultural and Mechanical College (VAMC)— (1872 gegründet). Er starb in Auburn, Alabama und wurde dort auf dem Pine Hill Cemetery beigesetzt.